# Теннис на летних Олимпийских играх 1900
Соревнования по теннису на II летних Олимпийских играх прошли с 6 по 11 июля. Всего участвовали 26 спортсменов из 4 стран, причём семь из них были женщинами, которые впервые смогли принять участие в Играх. Были разыграны четыре комплекта медалей — два среди мужчин, один среди женщин и один среди смешанных пар, причём в каждый из них входили по две бронзовые медали.

## Медали

### Общий медальный зачёт
(Жирным выделено самое большое количество медалей в своей категории; принимающая страна также выделена)
| Общее количество медалей |                   |        |         |        |       |
| Место                    | Страна            | Золото | Серебро | Бронза | Всего |
| 1                        | Великобритания    | 4      | 1       | 3      | 8     |
| 2                        | Смешанная команда | 0      | 2       | 2      | 4     |
| 3                        | Франция           | 0      | 1       | 1      | 2     |
| 4                        | Богемия           | 0      | 0       | 1      | 1     |
| 4                        | США               | 0      | 0       | 1      | 1     |

### Медалисты
| Дисциплина                 | Золото                                              | Серебро                                                      | Бронза                                                              |
| Одиночный разряд (мужчины) | Лоуренс Дохерти Великобритания                      | Гарольд Махони Великобритания                                | Реджинальд Дохерти Великобритания                                   |
| Одиночный разряд (мужчины) | Лоуренс Дохерти Великобритания                      | Гарольд Махони Великобритания                                | Артур Норрис Великобритания                                         |
| Одиночный разряд (женщины) | Шарлотта Купер Великобритания                       | Элен Прево Франция                                           | Марион Джонс США                                                    |
| Одиночный разряд (женщины) | Шарлотта Купер Великобритания                       | Элен Прево Франция                                           | Гедвига Розенбаумова Богемия                                        |
| Парный разряд (мужчины)    | Великобритания Лоуренс Дохерти · Реджинальд Дохерти | Смешанная команда Бэзил де Гармендиа (USA) Макс Декюжи (FRA) | Великобритания Гарольд Махони · Артур Норрис                        |
| Парный разряд (мужчины)    | Великобритания Лоуренс Дохерти · Реджинальд Дохерти | Смешанная команда Бэзил де Гармендиа (USA) Макс Декюжи (FRA) | Франция Андре Прево · Жорж де ла Шапель                             |
| Смешанный разряд           | Великобритания Шарлотта Купер · Реджинальд Дохерти  | Смешанная команда Элен Прево (FRA) Гарольд Махони (GBR)      | Смешанная команда Марион Джонс (USA) Лоуренс Дохерти (GBR)          |
| Смешанный разряд           | Великобритания Шарлотта Купер · Реджинальд Дохерти  | Смешанная команда Элен Прево (FRA) Гарольд Махони (GBR)      | Смешанная команда Гедвига Розенбаумова (BOH) Арчибальд Уорден (GBR) |

## Страны
В соревнованиях приняло участие 26 спортсменов из 4 стран: 

В скобках указано количество спортсменов, сначала женщин, потом мужчин
- Богемия (1; 0)
- Великобритания (1; 5)
- США (2; 3)
- Франция (3; 11)